# Vaucelles-et-Beffecourt
Vaucelles-et-Beffecourt är en kommun i departementet Aisne i regionen Hauts-de-France i norra Frankrike. Kommunen ligger  i kantonen Anizy-le-Château som ligger i arrondissementet Laon. År 2022 hade Vaucelles-et-Beffecourt 233 invånare.

## Befolkningsutveckling
Antalet invånare i kommunen Vaucelles-et-Beffecourt
Referens: INSEE